# Извор (община Булкиза)
Извор (на албански: Izviri) е село в Албания, в община Булкиза (Булчица), административна област Дебър.

## География
Селото е разположено в историкогеографската област Голо бърдо, южно от Торбач.
В 1940 година Миленко Филипович пише, че Извор на „сръбски“ или Извири на албански вече е чисто албанско село с 2 или 3 къщи. Селото е добило името си от многото извори. В миналото е било чифлик и в него е имало православна църква. В Дебър и Скопие са се изселили от Извор православните Аговци със слава на 11 ноември. В дебърското село Долно Мелничани има „сръбски“ род Спасичи, заселили се там от Дебър, а по потекло от Извор. От селото е прочутият разбойник Таф Извири.
До 2015 година селото е част от община Острени.